# Nação proletária
Nação proletária é um termo desenvolvido inicialmente por nacionalistas italianos como Enrico Corradini, no início do século XX, e adotado por movimentos fascistas. É usado para designar os países pobres e desindustrializados que estão subordinados às potências imperialistas ocidentais, as "nações plutocráticas" ou "nações burguesas", como descreveu Mussolini. As nações proletárias são constituídas por “soldados-produtores".
O nacionalismo proletário indica que, embora a classe revolucionária proletária assumisse o controle de uma nação, em um contexto global eles ainda estavam sujeitos ao domínio de "plutocracias" estrangeiras. Corradini postulou que a luta de classes dentro de uma nação emergente e fracamente industrializada era contraproducente, sugerindo a mudança de uma "luta de classes" para a luta das "nações proletárias" contra as "plutocracias", já que a infra-estrutura comercial e financeira era controlada pelas plutocracias. Corradini associou o proletariado à função econômica da produção e acreditou que os produtores deveriam estar na vanguarda de uma nova nação imperialista proletária.
Os fascistas italianos identificaram a Itália como uma "nação proletária". Por sua vez, em meados da década de 1920, os irmãos Strasser e seus associados, incluindo Joseph Goebbels, responderam aos comunistas com um apelo ao nacionalismo proletário. Eles argumentaram que não deveria haver um chamado "da classe proletária, mas das nações proletárias". Reavaliando a humilhação da Alemanha após a Primeira Guerra Mundial, a facção Strasser, que era a facção de esquerda do Partido Nazista com uma perspectiva mais socialista do que a facção de Hitler, considerou que "o mundo estava dividido entre opressores e oprimidos". Anos mais tarde, após sua retirada do Partido Nazista, Gregor Strasser e seu irmão Otto Strasser identificaram a Alemanha como "a primeira nação proletária do mundo" e declararam que a Alemanha precisava se aliar com "as outras nações proletárias".